# Casa das Três Girafas

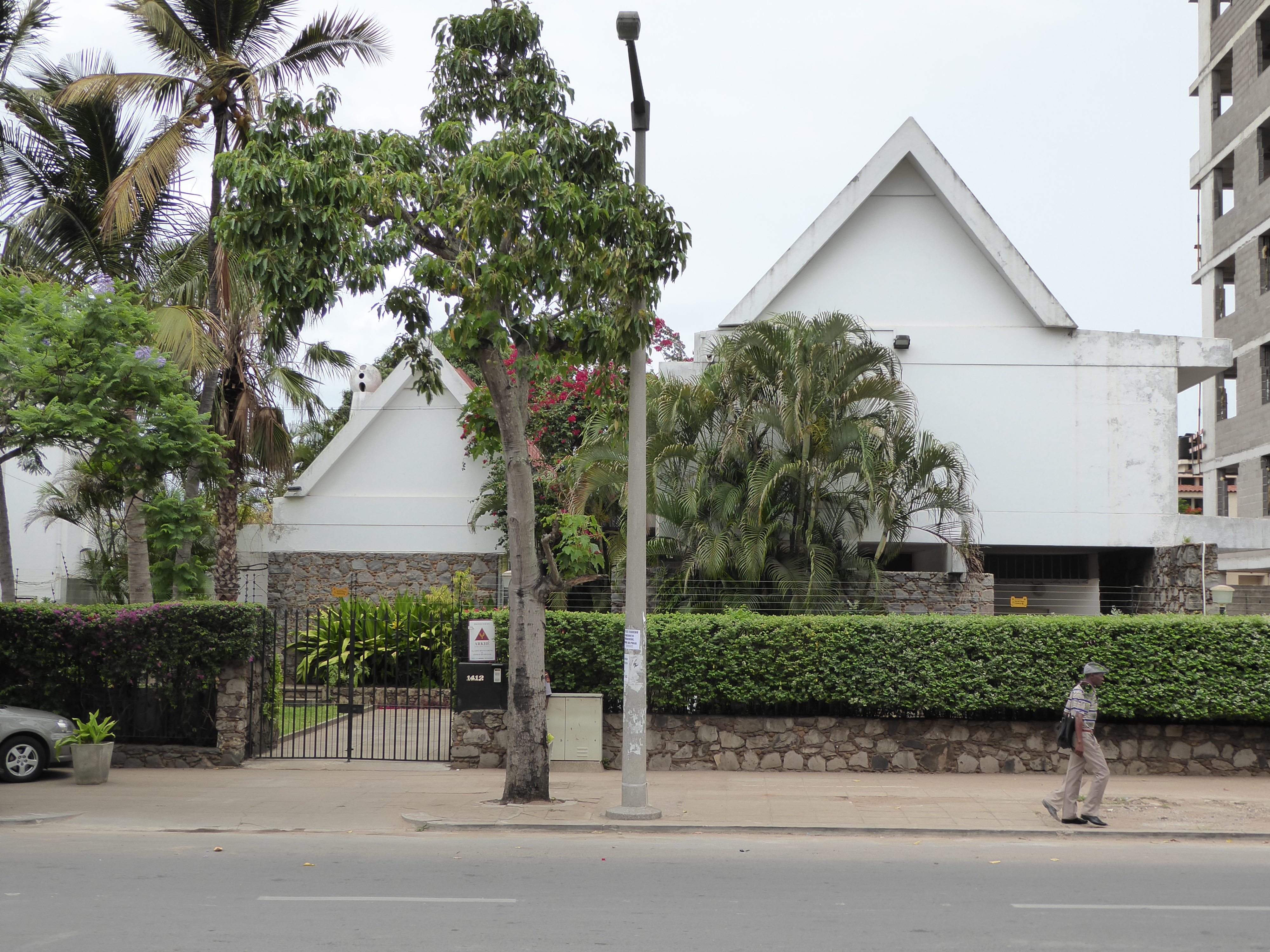
Vista da Casa das Três Girafas na Avenida Armando Tivane. As chaminés estão cobertas pela vegetação.

A Casa das Três Girafas, também chamada de Casa Dr. Luz de Sousa, é um edifício residencial no bairro de Polana, em Maputo, capital de Moçambique. Localizada na Avenida Armando Tivane, n° 1412, foi projetada pelo arquiteto português Pancho Guedes, distinguindo-se pelas suas três grandes chaminés, segundo uma fonte por volta de 1965, embora essa data em questão seja questionável.
Quando Pancho Guedes voltou a Moçambique no início da década de 1950, então colónia portuguesa, ele foi comissionado pela elite da capital Lourenço Marques (hoje Maputo) para diversas obras. Essas incluem: o Edifício Prometheus (1951–1953), o Bloco Habitacional O Leão Que Ri (1954–1955), a Casa Avião (1951), a Padaria Saipal (1954). As obras desse primeiro período criativo do arquiteto são caracterizadas por detalhes arquitetônicos particularmente impressionantes ou mesmo extravagantes, e a Casa das Três Girafas representa bem isso. Por essas razões, o ano de construção (1965) mencionado em algumas fontes é bastante incerto, sendo mais provável que seja datada de meados dos anos 50. 
A residência desenhada por Guedes é composta por dois edifícios, um menor e outro maior. Ambos têm em comum as coberturas pontiagudas de betão, que são invulgares na arquitetura moçambicana de coberturas planas. Em três locais erguem-se chaminés e entre os dois telhados há uma grande e distinta chaminé, cuja tampa plana, em especial, lembra a boca de um animal, provavelmente a de uma girafa. Diz-se que a casa mudou de cor várias vezes desde que foi construída. Atualmente, como no início, ela é branca.

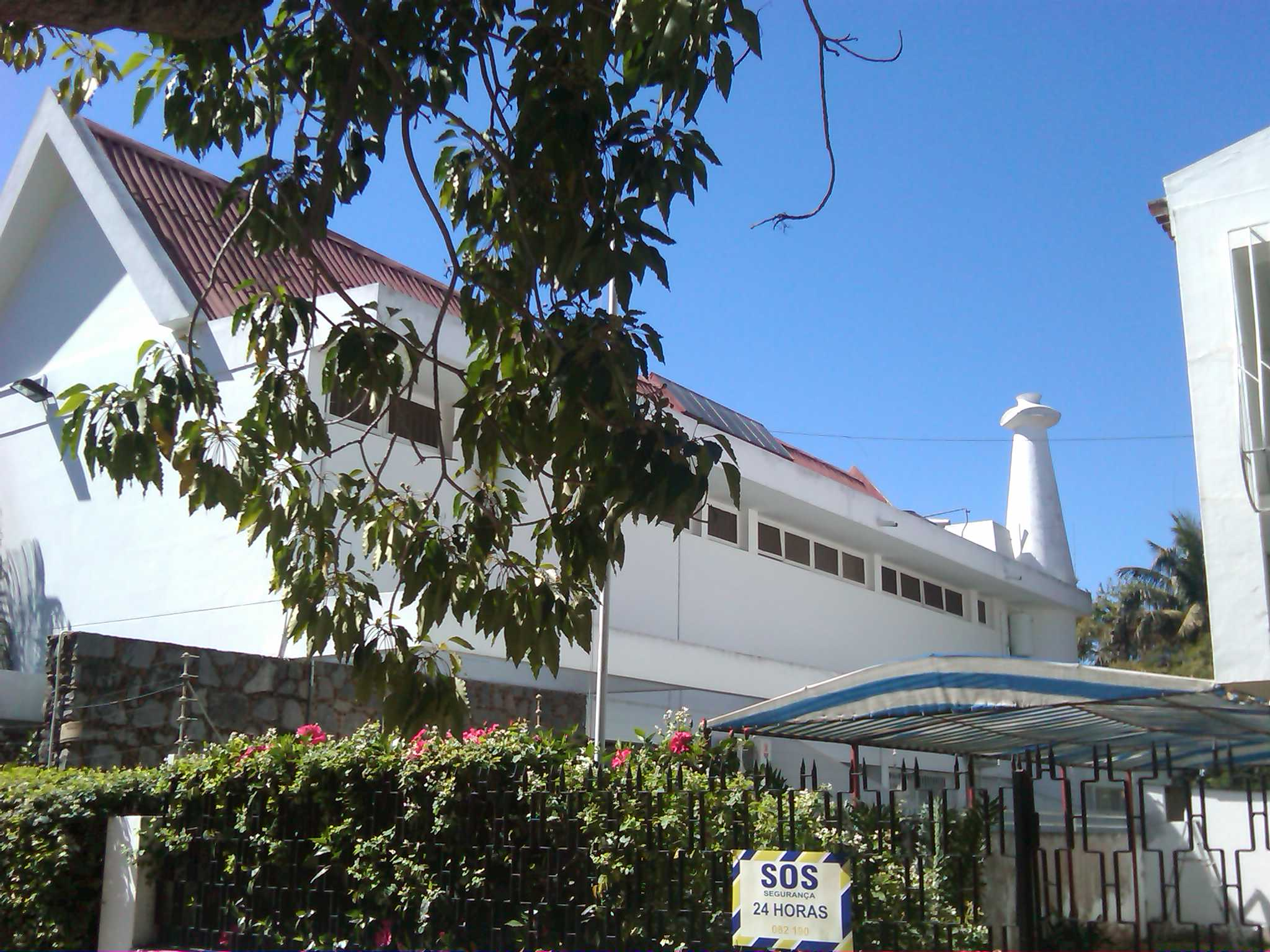
A edificação vista lateralmente.

A obra apresenta o número "33748" dentro da base de dados de monumentos portugueses, o "Sistema de Informação para o Património Arquitectónico" (SIPA).